# Houri

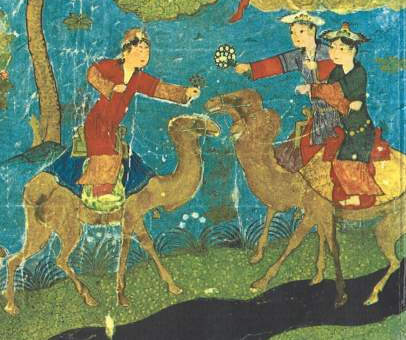
Húris no paraíso, retratadas em manuscrito persa do século XV

As húris (em árabe ‫حور‬, ḥūr ou houri; e ‫حورية‬, ḥūrīya, no plural: ḥūrīyāt) são, de acordo com a fé islâmica, virgens prometidas aos homens islâmicos bem-aventurados, isto é, seres antropomórficos perfeitos com que, como gratidão por suas boas ações em terra, os homens serão premiados no paraíso. As húris são seres celestiais, ligadas à forte tradição que o Islã tem em relação aos prazeres sensoriais infinitos que são prometidos aos fiéis no contexto do êxtase na consciência de Deus em que viveriam, após a morte terrena, os fiéis.
A vida de uma húri é extremamente submissa. Assim como os muçulmanos devem submeter-se a Deus, no paraíso, a húri deve se submeter a seu marido, que também desempenha um papel de mestre. As húris são criaturas mágicas que não podem dizer não a seu marido, pois não têm a capacidade mental de escolher o que vão ou não fazer com seus corpos. Allah criou as húris para servir aos humanos bons, e portanto as húris não conhecem nem aspiram a um mundo fora dessa servidão. Seriam perpetuamente satisfeitas com sua condição, sempre a sorrir e expressar alegria, e cujo único propósito seria satisfazer a seus mestres.
Contrariamente à crença popular húris estão disponíveis não apenas para mártires, mas a todos os homens muçulmanos que vão para o paraíso. Há também debate quando a se as mulheres muçulmanas, ao morrer, também receberiam húris - é o que defendem certos clérigos. Isso levanta, porém, o debate quanto ao sexo das húris - isto, é, quanto à possibilidade de existência de homens húris. Essa lógica - de que existem também húris de sexo masculino, à disposição de quem assim preferir - é defendida pela maioria dos clérigos islâmicos. Os adjetivos usados no Alcorão para descrever as (ou os) húris efetivamente não se restringem ao sexo feminino - limita-se a dizer o Alcorão que húris serão "jovens virgens, de olhar modesto, fisionomia atraente, nenhum pelo no corpo além das sobrancelhas e do cabelo, lindos olhos e sorridentes; de traços refinados e em sua melhor forma".
É citado com frequência (embora não no Alcorão) o número de 72 húris para cada fiel, valor de caráter mítico ou mágico, e que simboliza a profusão.